# Medi ambient de Luxemburg
El medi ambient de Luxemburg s'ha vist afectat pel ràpid creixement de la població del país europeu (9% entre 2000 i 2007, 34% en l'economia), el fort tràfic rodat (75% del combustible prové de fora) i la seva manca de recursos d'energia renovable.

## Aire
Mentre que les emissions d'òxid de nitrogen i de sofre (NOx i SOx), així com les de compostos orgànics volàtils no de metà (NMVOC) s'han reduït des del 2000, els límits imposats per la protecció de la salut pública de diòxid de nitrogen (NO₂) són superats Ciutat de Luxemburg, principalment per culpa del tràfic rodat. Les concentracions d'ozó a nivell del sòl acostumen a trobar-se per sobre del nivell de prealerta per la protecció de la salut pública en diversos indrets. Les emissions de diòxid de sofre, tanmateix, es troben bastant per sota del límit autoritzat. Els Dioxins i els furans (PCDD/F), prop de les plantes d'acer, de vegades superen els límits imposats pels estàndards de salut. En un llistat compilat per 140 països per part de l'Agència Internacional de l'Energia l'octubre de 2010, les emissions de diòxid de carboni de Luxemburg el 2007 es trobaven a 22.8 tones mètriques per capita, essent l'índex més elevat d'Europa i, per tant, més elevat que els dels Estats Units.
A nivell estatal s'estan duent a terme un seguit d'accions per reduir les emissions de CO₂, per promoure una millor pràctica en l'ús de l'energia, així com per controlar les pèrdues de fluorurs i gasos amb efecte d'hivernacle en els sistemes de refrigeració.

## Aigua
El 2004 el Ministeri de l'Interior i de la Gran Regió va crear el programa de Gestió i Administració de l'Aigua per integrar la gestió de l'aigua a Luxemburg. Des d'aleshores, el balanç nacional de nitrogen ha millorat significativament. Tot i els requeriments legals des de mitjans de la dècada de 1990, les fonts d'aigua potable no han estat suficientment protegides, resultant en la contaminació de les fonts per part de nitrats i pesticides. Com a mínim el 40% de l'aigua de superfície és probable que no superés els objectius de la Unió Europea per al 2015 en matèria de qualitat química i biològica. Només el 22% de la població està connectada a una planta de tractament d'aigua de nivell terciari, tot i que tot el país està classificat com una zona sensible.

## Gestió de residus
Luxemburg disposa d'un pla de recollida de residus molt efectiu, en concordança amb la legislació europea. Els residus industrials també són gestionats de manera efectiva. La recollida municipal de residus per capita, no obstant, és de les més altes de l'Organització de Cooperació i Desenvolupament Econòmic (OCDE), i l'objectiu de reduir un 30% els residus no reciclables i voluminosos no ha estat complert. El 2012 la generació de residus sòlids per capita fou de 662 kg. El principi 'qui contamina paga' només s'aplica parcialment. Hi ha hagut poc progrés en la gestió de residus en el sector sanitari.

## Consum d'energia
Luxemburg és ultra-dependent (99% el 2005) en matèria d'importació de petroli i gas natural, incrementant el darrer per la contribució en la generació d'electricitat des del 2002. El consum d'energia i les emissions de CO₂ per capita són les més elevades de la Unió Europea. L'ús de combustible per al transport per carretera és el doble de la mitjana europea. Mentre que la producció d'electricitat a petita escala per poder hidràulic s'ha estabilitzat en els darrers anys, la contribució mitjançant parcs eòlics, parcs solars fotovoltaics i el biogàs ha començat a créixer.

## Desenvolupament sostenible
Malgrat el creixement del PIB i de la població, Luxemburg ha progressat en el desacoblament de l'àmbit mediambiental del creixement econòmic, i ha desenvolupat el Pla Nacional per al Desenvolupament Sostenible. La taxa anual per vehicles, actualment, es calcula en funció de les emissions de CO₂. També s'ha introduït un Pla Nacional per l'Eficiència Energètica, juntament amb incentius econòmics en l'àmbit de la indústria de la construcció. També s'ha creat un cos nacional per proveir informació i consell en estalvi energètic i energies renovables. No obstant, segueix tenint problemes amb les emissions de CO₂, principalment pel fet que l'economia de Luxemburg és la que més depèn del carbó de l'OCDE en termes de ràtio per capita, tot i que en part es deu a la venda a no-residents.

## Estat actual
L'estudi de l'OCDE de 2010 sobre l'estat del medi ambient a Luxemburg va remarcar diverses àrees que demanaven una especial atenció. El 2007 les emissions de gasos amb efecte hivernacle es trobaven als nivells de 1990. El pla d'acció nacional de Luxemburg no havia estat capaç d'assolir el seu objectiu ambiciós (-28% per sota dels nivells de 1990) establert en concordança amb el Protocol de Kyoto i amb l'acord de repartiment de la càrrega de la UE. Les emissions de CO₂ per capita són les més altes de l'OCDE, amb una porció significant provinent del transport rodat internacional. Les emissions de gasos amb efecte d'hivernacle provinents de la indústria de l'acer han declinat considerablement amb la substitució dels alts forns per alts forns elèctrics, mentre que les emissions provinents del transport han augmentat a causa del creixent nombre de viatgers que creuen el país i de les altes vendes de dièsel i gasolina com a resultat dels comparativament baixos preus d'aquests productes a Luxemburg. És difícil que el país pugui aconseguir els objectius de reducció de les emissions de NOx (reducció del 52% amb relació a les emissions de 1990 l'any 2010), marcat en el context del Protocol de Gothenburg a la Convenció sobre Contaminació Atmosfèrica Interfronterera a Llarga Distància. Està mancant el compliment amb els compromisos internacionals, principalment amb relació a les directrius mediambientals de la Unió Europea. Luxemburg ha estat citat en moltes ocasions per les seves infraccions en la legislació mediambiental de la UE (tractament de l'aigua urbana, nitrats, prevenció i reducció integrada de la pol·lució).